# Famatanca
Famatanca är en ort i Argentina.   Den ligger i provinsen Catamarca, i den norra delen av landet, 1 100 km nordväst om huvudstaden Buenos Aires. Famatanca ligger 1 933 meter över havet och antalet invånare är 646.
Terrängen runt Famatanca är varierad. Runt Famatanca är det mycket glesbefolkat, med 4 invånare per kvadratkilometer.. Närmaste större samhälle är San José, 4,8 km söder om Famatanca.
Omgivningarna runt Famatanca är i huvudsak ett öppet busklandskap.